# Poutní místa buddhismu
Poutních míst je v buddhismu poměrně hodně, ale pouze čtyři mají pro poutníky zcela zásadní význam. Jsou to místa, kde se udály nejdůležitější události v životě Buddhy Šákjamuniho. Všechny se nachází v severní části Indického subkontinentu.

## Čtyři hlavní místa

### Lumbiní
Podle buddhistických textů je Lumbiní místem, kde královna Mája porodila syna, prince Siddhárthu. Dítě po narození udělalo sedm kroků do všech světových stran a prohlásilo, že již se více nezrodí. Z malého prince se později stal buddha Šákjamuni.

### Bódhgaja
Bódhgaja je místem, kde měl Buddha u břehu řeky Néraňdžará dosáhnout probuzení. Stalo se to pod stromem bódhi po několikatýdenní meditaci. Dnes je vystavěno mnoho stúp s dominantním chrámem Mahábódhi.

### Sarnáth
První, komu Buddha vyložil dharmu, bylo pět asketických mnichů. Stalo se tak v antilopím (gazelím) háji v Sárnáthu, nedaleko města Varánásí. Dnes se zde nachází rozsáhlý komplex chrámů, pamětních desek a stúp.

### Kušinagara
Podle tradice je Kušinagara místem, kde Buddha Šákjamuni dosáhl konečného vyvanutí, tzv. parinirvány. Do 13. století byla Kušinagara poutním místem, dokud neupadla v zapomnění. Přibližně o pět set let později byla „znovuobjevena“ a dnes se opět těší velkému zájmu poutníků.